# Wędkarstwo morskie
Wędkarstwo morskie – rodzaj wędkarstwa, w którym poławia się ryby morskie na wędkę z pokładu łodzi, z brzegu plaży lub z nabrzeża portowego. Zazwyczaj, pod tym pojęciem rozumie się wędkarstwo kutrowe, polegające na łowieniu z pokładu łodzi.

## Techniki łowienia w morzu
W wędkarstwie morskim wykorzystuje się metodę trollingową (przy połowie z kutra), oraz spławikowo-gruntową (przy połowie z plaży lub nabrzeży portowych) analogicznie jak w innych rodzajach wędkarstwa.
Metodą specyficzną tylko dla wędkarstwa morskiego jest łowienie na pilker w pionie. Polega na użyciu ciężkiej przynęty sztucznej (do kilkuset g) – pilkera – uzbrojonego w hak. Przypon uzbraja się niekiedy w dodatkowe haki. Na pilker poławia się przede wszystkim dorsze.

## Kutrowe wędkarstwo morskie w Polsce
Początki kutrowego wędkarstwa morskiego w Polsce sięgają lat 80. XX wieku, kiedy to Klub Wędkarstwa Morskiego w Kołobrzegu przeznaczył dwie jednostki morskie do prowadzenia połowów sportowych. Mimo niepowodzenia przedsięwzięcia, już na początku lat 90. XX wieku pojawiło się szerokie zainteresowanie tym sportem.
Aktualnie, w Polsce do dyspozycji wędkarzy morskich jest ponad 100 kutrów oraz jachtów motorowych, świadczących usługi w zakresie rejsów wędkarskich po morzu. Są to jednostki zakupione specjalnie dla celów sportowo-rekreacyjnych, byłe kutry prowadzące połowy komercyjne przekwalifikowane na kutry wędkarskie i kutry prowadzące połowy komercyjne oraz sezonowo połowy wędkarskie (m.in. z powodu okresów i limitów ochronnych w połowach komercyjnych).

## Morska turystyka wędkarska
W Polsce dużą popularnością cieszy się turystyka wędkarska, także w zakresie wędkarstwa morskiego. Szczególnie atrakcyjnymi dla wędkarzy morskich są kraje skandynawskie, ze względu na bogactwo wód w różnorodne gatunki i obfitość zasobów rybnych. Najpopularniejszym celem podróży jest Norwegia, w której nie istnieją limity dla połowów sportowych, za to istnieje rozbudowana baza turystyczna obsługująca turystów-wędkarzy.